# Дьордь Лігеті
Дьордь Лігеті (угор. Ligeti György; 28 травня 1923 — 12 червня 2006, Відень, Австрія) — австрійський композитор угорського походження, внучатий племінник скрипаля Леопольда Ауера.

## Життєпис
Народився в Тирневені, Румунія, в сім'ї єврейських переселенців з Угорщини. У 1941 переїхав до Будапешту.
У 1943 заарештований і лише дивом уникнув долі свого батька й брата, які загинули в Освенцімі.
Після закінчення Другої світової війни повертається до Будапешта, де продовжує своє навчання. У 1949 році закінчує Будапештську консерваторію ім. Ференца Ліста. На початку 50-х — частково під впливом Бартока і Кодая — звертається до фольклору. Після вторгнення радянських військ до Угорщини 1956 року Лігеті з дружиною втікають до Австрії. У Західній Європі зближується з композиторами-аванґардистами — Карлгайнцем Штокгаузеном і П'єром Булєзом і швидко стає одним з провідних майстрів європейського аванґарду.
У 1957—1958 — співробітник Студії електронної музики в Кельні. У 1959-69 живе у Відні. У 1956-72 постійно викладає на Дармштадтських курсах нової музики.
З 1961 професор Королівської академії в Стокгольмі, бере участь в композиторських курсах в Мадриді (1961), Ессені (1963) і Більтовені (1962—1963). Потім викладає на курсах у Німеччині, Австрії, Голландії, Угорщині, країнах Скандинавії. В 1967 отримує австрійське громадянство. У 1969-73 роках живе у Відні та Берліні, а пізніше — у Гамбурзі. З 1972 до1993 — професор композиції у Гамбурзькій консерваторії. Серед його учнів відома південно корейська композиторка Инсук Чін.
Вперше прославився в 1961 оркестровою п'єсою «Атмосфери», яка пізніше увійшла у саундтрек до фільму «Космічна одіссея 2001 року» Стенлі Кубрика. Згодом значного розголосу набула постановка його опери «Великий мрець» і виконання низки концертів для різних інструментів з оркестром, а також Реквієму.
За видатні заслуги у царині музичного мистецтва Лігеті нагороджений медаллю Ґете, кільцем міста Відень. Він — почесний доктор Академій, Вищих музичних шкіл та Університетів у Відні, Гамбурзі, Мюнхені, Парижі. Вісімдесятиріччя композитора широко відзначається музикантами всього світу проведенням авторських фестивалів, концертів, випуском нових компакт-дисків.
Помер 12 червня 2006 у Відні.

## Творчість
| "Музика існує сама по собі, завдання композитора лише визначити рамки для її існування" (Лігеті). |
Одним з головних питань, що цікавили Лігеті-композитора, було питання поліфонії — взаємодії в одному творі різних мелодичних голосів. Лігеті вважається розробником т. зв. мікрополіфонії — особливої композиційної техніки поєднання великої кількості (зазвичай понад 10) самостійних мелодичних голосів, що розташовані дуже близько одне від одного і внаслідок цього зливаються в суцільний звуковий комплекс, всередині якого вже неможливо розрізнити окремі голоси.
Творчий доробок композитора:
Опера
- Великий мрець (Le Grand Macabre) (1975-77, друга версія 1996)

Для оркестру
- Concert românesc (1951)
- Apparitions (1958—1959)
- Atmosphères (1961)
- Lontano (1967)
- Ramifications, для струнного оркестру та 12 сольних струнних (1968—1969)
- Chamber Concerto, для 13 інструментів (1969—1970)
- Melodien (1971)
- San Francisco Polyphony (1973—1974)

Концерти
- Для віолончелі з оркестром (1966)
- Для контрабаса, флейти і гобоя з оркестром (1972)
- Для фортепіано з оркестром (1985—1988)
- Для скрипки з оркестром (1992)
- Hamburg Concerto, для валторни з камерним оркестром і 4 натуральними валторнами (1998-99, ред. 2003)

Вокальні та хорові твори
- Вокальний цикл на слова Ш Вереша 1947
- Вокальний цикл на слова А Йожефа 1950
- Вокальний цикл на слова Й Араньа 1952
- Реквієм, для сопрано, мецо сопрано, мішаного хору та оркестру (1963—1965)
- Lux Aeterna, для 16 голосів соло (1966)
- Clocks and Clouds, для 12 жіночих голосів (1973)
- Síppal, dobbal, nádihegedüvel (With Pipes, Drums, Fiddles) (2000)

Камерно-інструментальні твори
- Соната, для віолончелі соло (1948/1953)
- Andante and Allegro, для струнного квартету (1950)
- Baladǎ şi joc , для двох скрипок (1950)
- 6 баґателей для духового квартету (1953)
- Струнний квартет № 1 Métamorphoses nocturnes (1953—1954)
- Струнний квартет № 2 (1968)
- 10 п'єс для духового квінтету (1968)
- Тріо для скрипки, валторни і фортепіано (1982)
- Hommage à Hilding Rosenberg, для скрипки і віолончелі (1982)
- Соната для альта соло (1991—1994)

Для фортеп'яно
- Induló (March), 4 руки (1942)
- Polifón etüd (Polyphonic Étude), 4 руки(1943)
- Capriccio nº 1 & nº 2 (1947)
- Інвенція (1948)
- Három lakodalmi tánc («3 весільних танці»), 4 руки (1950)
- Сонатина, 4 руки (1950)
- Musica ricercata (1951—1953)
- Trois Bagatelles (1961)
- 3 п'єси для 2-х фортепіано (1976)
- Етюди для фортепіано, зошит 1, 6 етюдів (1985)
- Етюди для фортепіано, зошит 2, 8 етюдів (1988—1994)
- Етюди для фортепіано, зошит 3, 4 етюди (1995—2001)

Для органа
- Ricercare — Ommagio a Girolamo Frescobaldi (1951)
- Volumina (1961-62, ред. 1966)
- 2 етюди (1967, 1969)

Для клавесина
- Continuum (1968)
- Passacaglia ungherese (1978)
- Угорський Рок (Chaconne) (1978)

Електронна музика
- Glissandi (1957)
- Artikulation(1958)

Інше
- Симфонічна поема для 100 метрономів (1962)

музичні приклади